# مگس‌گیر گوگردی
مگس‌گیر گوگردی (نام علمی: Tyrannopsis sulphurea) یک پرنده گنجشک‌سان بومی است که از ترینیداد، گویانا و ونزوئلا در جنوب تا آمازون پرو، شمال بولیوی و برزیل زادآوری می‌کند.
مگس‌گیرهای گوگردی روی یک نشیمنگاهی در نخل منتظر می‌مانند و برای شکار حشرات در حال پرواز بیرون می‌روند. آنها همچنین مقداری توت و دیگر میوه‌ها مصرف خواهند کرد.